# أليكس مارو
أليكس مارو (بالإنجليزية: Alex Marrow)‏ (21 يناير 1990 في المملكة المتحدة - ) هو لاعب كرة قدم بريطاني في مركز الوسط. لعب مع أولدهام أثلتيك وبريستون نورث إيند وبلاكبيرن روفرز وكريستال بالاس وAFC Fylde ‏ ونادي كارلايل يونايتد وفليتوود تاون.

## وصلات خارجية
- أليكس مارو على موقع قاعدة بيانات كرة القدم.إي يو (الإنجليزية)
- أليكس مارو على موقع Soccerbase.com (لاعب) (الإنجليزية)
- أليكس مارو على موقع AS.com (الإسبانية)